# Тасти-Талди
Тасти́-Талди́ (каз. Тасты-Талды) — село у складі Жаркаїнського району Акмолинської області Казахстану. Адміністративний центр Жанадалинського сільського округу.
Населення — 408 осіб (2021; 692 у 2009, 1338 у 1999, 2173 у 1989).
Національний склад станом на 1989 рік:
- казахи — 43 %;
- росіяни — 27 %.